# Frøya (cantante)
Frøya, pseudonimo di Frøydis Skinnarland (Melum, 3 ottobre 1973), è una cantante norvegese.

## Biografia
Cresciuta in una fattoria nell'entroterra norvegese fuori Skien, Frøya ha iniziato a pubblicare musica nel 2006 con il suo singolo di debutto Summersun, ma non è salita alla ribalta al grande pubblico fino al 2008, quando ha firmato con la Mariann Records Norge, su cui ha pubblicato il suo secondo disco Jenta fra landet. L'album ha raggiunto la 6ª posizione della classifica norvegese, ed è stato battuto dal disco successivo, My American Dream, che ha raggiunto il primo posto nel gennaio del 2010. Il quarto album di Frøya, Fri som fuglen, ha conquistato il 3º posto un anno dopo.

## Discografia

### Album in studio
- 2007 – Summersun
- 2008 – Jenta fra landet
- 2009 – My American Dream
- 2010 – Fri som fuglen

### Singoli
- 2006 – Summersun
- 2007 – The Beach